# Morne Dudon
Morne Dudon es una localidad de Santa Lucía, que forma parte del distrito de Castries. 

## Toponimia
La localidad también es conocida por el nombre de Morne du Don.